# Konrad Karchut
Konrad „Saimon” Karchut (ur. 1975 w Zamościu) – polski basista. Znany z wieloletnich występów w grupie muzycznej Hunter. W latach 2002–2003 współpracował z grupą Vader. Wraz z zespołem Hunter dwukrotnie otrzymał nominację do nagrody polskiego przemysłu fonograficznego Fryderyka, w roku 2010 i 2012.

## Życiorys
Konrad Karchut urodził się w 1975 roku w Zamościu. We wczesnej młodości wraz z rodziną przeprowadził się do Szczytna, gdzie ojciec dostał pracę w szkółce milicyjnej. Naukę gry na gitarze basowej rozpoczął w wieku siedemnastu lat za namową przyjaciela Maurycego „Mausera” Stefnowicza założyciela grupy Dies Irae, który również kupił gitarę basową dla początkującego muzyka.
Do zespołu Hunter dołączył w 1999 roku po odejściu basisty Tomasza „Goliasha” Goljaszewskiego. Z zespołem nagrał m.in. sześć albumów studyjnych Medeis (2003), T.E.L.I... (2005), HellWood (2009), Królestwo (2012), Imperium (2013) i NieWolnOść (2016). W 2002 roku dołączył do olsztyńskiej grupy Vader z którą odbył światową trasę koncertową promującą wydawnictwo Revelations. Karchut został wymieniony w książeczce płyty jako członek zespołu, jednakże nie brał udziału w nagraniach.
W 2003 roku wraz ze wzmożoną działalnością grupy Hunter Karchut opuścił Vader.

## Instrumentarium
- DEAN Rhapsody 8 string[6]
- Music Man Sting Ray 4 string[6]
- Spector Performer 5 string[6]
- Genz Benz GBE-600[6]
- Genz Benz GB XB2 410T (Speaker Cabinet)[6]
- Bezprzewodowy System Gitarowy: Shure L4[6]

## Dyskografia
- Hunter – Live (2001, Rubicon)
- Vader – Revelations (2003, Metal Mind Productions)
- Hunter – Medeis (2003, Polskie Radio)
- Hunter – Przystanek Woodstock (2004, DVD, Złoty Melon)
- Vader – Night of the Apocalypse (2005, DVD, Metal Mind Records)[7]
- Hunter – T.E.L.I... (2005, Metal Mind Productions)
- Hunter – HolyWood (2006, DVD, Metal Mind Productions)
- Hunter – HellWood (2009, Mystic Production)
- Hunter – XXV lat później (2011, Mystic Production)
- Hunter – Królestwo (2012, Tune Project)
- Hunter – Imperium (2013, Tune Project)
- Hunter – NieWolnOść (2016, Pit Studio)